# Peróxido de bario
El peróxido de bario es un compuesto inorgánico de fórmula BaO2. Se trata de un sólido blanco en estado puro aunque tiene una ligera tonalidad grisácea cuando contiene impurezas, es uno de los peróxidos inorgánicos más comunes y fue el primer peróxido descubierto. Como todos los peróxidos, es un agente oxidante  que actúa como comburente, facilitando la combustión a la vez que confiere un color verde vivo al fuego, algo habitual en los compuestos de bario, por lo que se utiliza en formulaciones de productos utilizados en los fuegos artificiales.  Históricamente, también se utilizó como precursor del peróxido de hidrógeno.

## Estructura
La molécula de peróxido de bario está constituida por un catión de bario (Ba2+) y un anión peróxido (O22-). El sólido es isomórficamente similar al carburo de calcio (CaC2).

## Preparación y usos
El peróxido de bario se obtiene mediante reacción reversible del oxígeno (O2) con óxido de bario (BaO). La temperatura de reacción es determinante, ya que a temperatura próxima a 500 °C se forma el  el peróxido, pero al aumentar la temperatura hasta unos 820 °C comienza  la reacción de descomposición, liberándose el oxígeno.  
{\displaystyle {\ce {2BaO + O2 <=> 2BaO2}}}
Esta reacción constituyó la base del, ya obsoleto, proceso de Brin para producir oxígeno a escala industrial. Existen otros óxidos con un comportamiento similar al del BaO, que pueden  formar peróxidos en condiciones reversibles, como por ejemplo: Na2O (óxido de sodio) y SrO (óxido de estroncio).
Otra aplicación del peróxido de bario, que también ha quedado obsoleta, es la utilización de esta sustancia para producir peróxido de hidrógeno (H2O2) por medio de la reacción con el ácido sulfúrico:
{\displaystyle {\ce {BaO2 + H2SO4 -> H2O2 + BaSO4 v}}}
Tras la reacción, el sulfato de bario insoluble puede ser separado de la mezcla mediante filtración.